# Rhysida immarginata
Rhysida immarginata är en mångfotingart som först beskrevs av Carl Oscar von Porat 1876.  Rhysida immarginata ingår i släktet Rhysida och familjen Scolopendridae.

## Underarter
Arten delas in i följande underarter:
- R. i. immarginata
- R. i. somala
- R. i. subnuda
- R. i. togoensis